# ادواردو ورگانی
ادواردو ورگانی؛ (انگلیسی: Edoardo Vergani؛ زادهٔ ۶ فوریهٔ ۲۰۰۱) یک بازیکن فوتبال اهل ایتالیا است که هم اکنون به عنوان مهاجم برای باشگاه فوتبال سودتیرول بازی می کند.

## عملکرد باشگاهی

### اینترمیلان
ورگانی در ۱۳ سالگی به تیم‌های جوانان باشگاه فوتبال اینترمیلان پیوست و در لیگ‌های جوانان یوفا در دوره‌های ۱۹–۲۰۱۸ و ۲۰–۲۰۱۹ نماینده این باشگاه بود. او اولین بازی خود را برای تیم بزرگسالان اینتر در یک بازی دوستانه در ژوئیه ۲۰۱۹ انجام داد.

### بولونیا
در ۱۷ سپتامبر ۲۰۲۰، او به مدت یک فصل به باشگاه فوتبال بولونیا قرض داده شد، با بند خرید اختیاری خرید.
او اولین بازی خود در سری آ را برای بولونیا در ۵ دسامبر ۲۰۲۰ مقابل باشگاه فوتبال اینترمیلان انجام داد. او در دقیقه ۷۹ به جای رودریگو پالاسیو وارد زمین شد که در نهایت بولونیا با شکست ۳–۱  زمین بازی را ترک کرد.

### سالرنیتانا
در ۳۱ اوت ۲۰۲۱، ورگانی یک قرارداد دو ساله با باشگاه فوتبال سالرنیتانا پیوست.
ورگانی اولین بازی خود را برای سالرنیتانا مقابل اسپتزیا انجام داد.

### پسکارا
در ۱ سپتامبر ۲۰۲۲ ورگانی با قردادی سه ساله به باشگاه فوتبال پسکارا پیوست.

## آمار باشگاهی

### امار باشگاهی
| باشگاه           | فصل              | لیگ              | لیگ  | لیگ | جام حذفی | جام حذفی | قاره‌ای | قاره‌ای | دیگر | دیگر | مجموع | مجموع |
| باشگاه           | فصل              | دسته             | بازی | گل  | بازی     | گل       | بازی   | گل     | بازی | گل   | بازی  | گل    |
| ---------------- | ---------------- | ---------------- | ---- | --- | -------- | -------- | ------ | ------ | ---- | ---- | ----- | ----- |
| بولونیا          | سری آ            | ۲۰۲۰–۲۱          | ۱    | ۰   | ۰        | ۰        | _      | _      | _    | _    | ۱     | ۰     |
| مجموع بولونیا    | مجموع بولونیا    | مجموع بولونیا    | ۱    | ۰   | ۰        | ۰        | _      | _      | _    | _    | ۱     | ۰     |
| سالرنیتانا       | سری آ            | ۲۰۲۱–۲۲          | ۶    | ۰   | ۲        | ۰        | _      | _      | _    | _    | ۸     | ۰     |
| مجموع سالرنیتانا | مجموع سالرنیتانا | مجموع سالرنیتانا | ۶    | ۰   | ۲        | ۰        | _      | _      | _    | _    | ۸     | ۰     |
| پسکارا           | سری سی           | ۲۰۲۲–۲۳          | ۳۰   | ۶   | ۰        | ۰        | _      | _      | _    | _    | ۳۰    | ۶     |
| مجموع پسکارا     | مجموع پسکارا     | مجموع پسکارا     | ۳۰   | ۶   | ۰        | ۰        | _      | _      | _    | _    | ۳۰    | ۶     |
| مجموع آمار       | مجموع آمار       | مجموع آمار       | ۳۷   | ۶   | ۲        | ۰        | _      | _      | _    | _    | ۳۹    | ۶     |

+= قسمت دیگر شامل جام اتحادیه، سوپر جام داخلی و اروپا و جام باشگاه‌های جهان است.

## عملکرد ملی
ورگانی سابقه بازی در تیم‌های ملی زیر ۱۵ سال ایتالیا، زیر ۱۶ سال ایتالیا، زیر ۱۷ سال ایتالیا، زیر ۱۸ سال ایتالیا، زیر ۱۹ سال ایتالیا، زیر ۲۰ سال ایتالیا را در کارنامه خود دارد.